# Campeonato Sudamericano 1935
El Campeonato Sudamericano de Selecciones Extraordinario 1935 fue la 13.ª edición del Campeonato Sudamericano de Selecciones, competición que posteriormente sería denominada como Copa América y que es el principal torneo internacional de fútbol por selecciones nacionales en América del Sur. Se desarrolló en Lima, Perú, entre el 6 y el 27 de enero de 1935.
Luego de un receso de seis años se dio inicio al Campeonato Sudamericano de Selecciones. Nuevamente fueron solo cuatro selecciones las que participaron Argentina, Uruguay, Chile y Perú que fue premiado como sede. A este certamen se le dio carácter de extraordinario.
El 6 de enero de 1935 Argentina empezó ganándole a Chile 4-1. Uruguay debutó el 13 de enero frente a Perú con un angustioso triunfo de 1-0. Luego Argentina goleó a Perú 4-1 en tanto los uruguayos vencieron, también con dificultad, a Chile 2-1.
Así, argentinos y uruguayos se enfrentaron con los mismos puntos pero con mejor diferencia de goles a favor que Argentina. El ganador del encuentro fue Uruguay por 3-0 coronándose campeón sudamericano por séptima vez.
Se decidió que el campeón y el subcampeón clasificaran a los Juegos Olímpicos de Berlín 1936, los cuales resultaron ser Uruguay y Argentina, pero debido a problemas económicos, Perú tomó el lugar de ambos.
El goleador del certamen fue el argentino Herminio Masantonio, mientras que el mejor jugador del torneo fue el uruguayo José Nasazzi.

## Organización

### Árbitros
- Miguel Serra Hurtado.
- Humberto Reginatto.
- José Artemio Serra.
- César Pioli.
- Eduardo Forte.

### Sede
| Lima              |
| ----------------- |
| Estadio Nacional  |
| Capacidad: 40 000 |
|                   |

## Equipos participantes
Participaron cuatro de las ocho asociaciones afiliadas a la Confederación Sudamericana de Fútbol en esa época.
| Equipos participantes | Equipos participantes | Equipos participantes | Equipos participantes |
| --------------------- | --------------------- | --------------------- | --------------------- |
| Argentina             | Chile                 | Perú                  | Uruguay               |

## Resultados

### Posiciones
| Selección | Pts. | PJ | PG | PE | PP | GF | GC | Dif. |
| --------- | ---- | -- | -- | -- | -- | -- | -- | ---- |
| Uruguay   | 6    | 3  | 3  | 0  | 0  | 6  | 1  | +5   |
| Argentina | 4    | 3  | 2  | 0  | 1  | 8  | 5  | +3   |
| Perú      | 2    | 3  | 1  | 0  | 2  | 2  | 5  | –3   |
| Chile     | 0    | 3  | 0  | 0  | 3  | 2  | 7  | –5   |

### Partidos
| 6 de enero de 1935 | Argentina                                             | 4:1 (1:1) | Chile      | Estadio Nacional, Lima                                                  |                                                                         |
|                    | Lauri 28' · Arrieta 49' · García 57' · Masantonio 71' |           | Carmona 8' | Asistencia: 25 000 espectadores Árbitro(s): Miguel Serra Hurtado (Perú) | Asistencia: 25 000 espectadores Árbitro(s): Miguel Serra Hurtado (Perú) |

| 13 de enero de 1935 | Uruguay    | 1:0 (0:0) | Perú | Estadio Nacional, Lima                                                 |                                                                        |
|                     | Castro 80' |           |      | Asistencia: 25 000 espectadores Árbitro(s): Humberto Reginatto (Chile) | Asistencia: 25 000 espectadores Árbitro(s): Humberto Reginatto (Chile) |

| 18 de enero de 1935 | Uruguay         | 2:1 (1:0) | Chile       | Estadio Nacional, Lima                                                |                                                                       |
|                     | Ciocca 33', 55' |           | Giudice 54' | Asistencia: 13 000 espectadores Árbitro(s): José Artemio Serra (Perú) | Asistencia: 13 000 espectadores Árbitro(s): José Artemio Serra (Perú) |

| 20 de enero de 1935 | Argentina                             | 4:1 (1:1) | Perú         | Estadio Nacional, Lima                                            |                                                                   |
|                     | Masantonio 10', 61', 81' · García 50' |           | Fernández 2' | Asistencia: 21 000 espectadores Árbitro(s): César Pioli (Uruguay) | Asistencia: 21 000 espectadores Árbitro(s): César Pioli (Uruguay) |

| 26 de enero de 1935                                                             | Perú           | 1:0 (1:0) | Chile | Estadio Nacional, Lima                                                |                                                                       |
|                                                                                 | Montellanos 5' |           |       | Asistencia: 12 000 espectadores Árbitro(s): Eduardo Forte (Argentina) | Asistencia: 12 000 espectadores Árbitro(s): Eduardo Forte (Argentina) |
| Primer enfrentamiento entre Perú y Chile. Primera victoria de Perú sobre Chile. |                |           |       |                                                                       |                                                                       |

| 27 de enero de 1935 | Uruguay                               | 3:0 (3:0) | Argentina | Estadio Nacional, Lima                                                 |                                                                        |
|                     | Castro 18' · Taboada 28' · Ciocca 36' |           |           | Asistencia: 30 000 espectadores Árbitro(s): Humberto Reginatto (Chile) | Asistencia: 30 000 espectadores Árbitro(s): Humberto Reginatto (Chile) |

|                            |
| Bandera de Uruguay         |
| Campeón Uruguay 7.º título |

### Goleadores

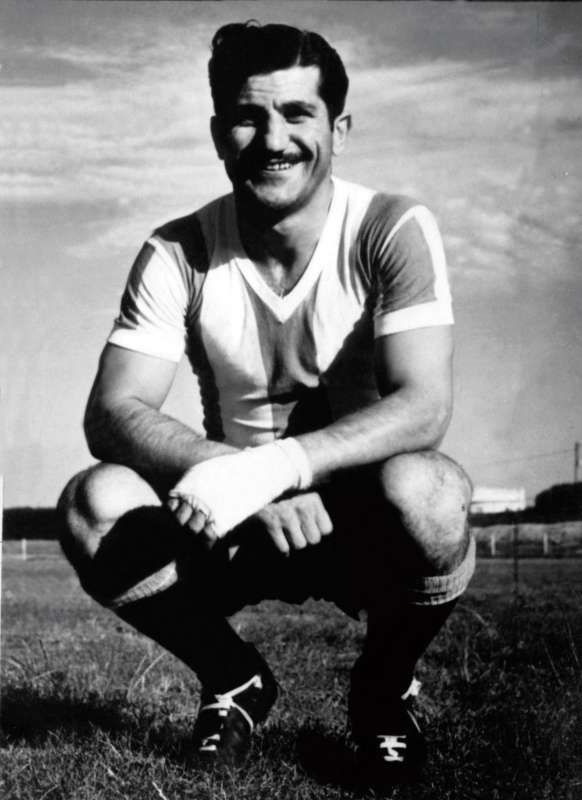
Herminio Masantonio fue el goleador del torneo.

4 goles
- Herminio Masantonio

3 goles
- Aníbal Ciocca

2 goles
- Diego García
- Héctor Castro

1 gol
- Arturo Arrieta
- Miguel Angel Lauri
- Arturo Carmona
- Carlos Giudice
- Teodoro Fernández
- Alberto Montellanos
- José Alberto Taboada

### Mejor jugador del torneo
- José Nasazzi.[3]

## Clasificado a los Juegos Olímpicos de Berlín 1936
| Bandera de Perú                                |
| Perú Reemplazante del campeón y del subcampeón |